# Osiedle Tuwima (Siemianowice Śląskie)
Osiedle im. Juliana Tuwima, Osiedle Tuwim – osiedle mieszkaniowe w Siemianowicach Śląskich, położone w południowej części miasta przy granicy z Katowicami, w dzielnicy Centrum, w sąsiedztwie Lasku Bytkowskiego i Kołocowej Górki.
Składa się ono z dwóch części, wybudowanych w dwóch różnych okresach: Tuwim I (Stary Tuwim), powstały w latach 50. XX wieku w rejonie ulicy Katowickiej przy granicy Siemianowic Śląskich z Katowicami oraz Tuwim II (osiedle im. J. Tuwima bądź osiedle Tuwim), powstały głównie w latach 70. i 80. XX wieku w rejonie ulic: ks. J. Kapicy, W. Korfantego, Okrężnej i H. Wróbla. Nowsza część osiedla J. Tuwima zarządzana jest przez Siemianowicką Spółdzielnię Mieszkaniową i liczyła pod koniec 2019 roku 4,1 tys. osób.

## Historia

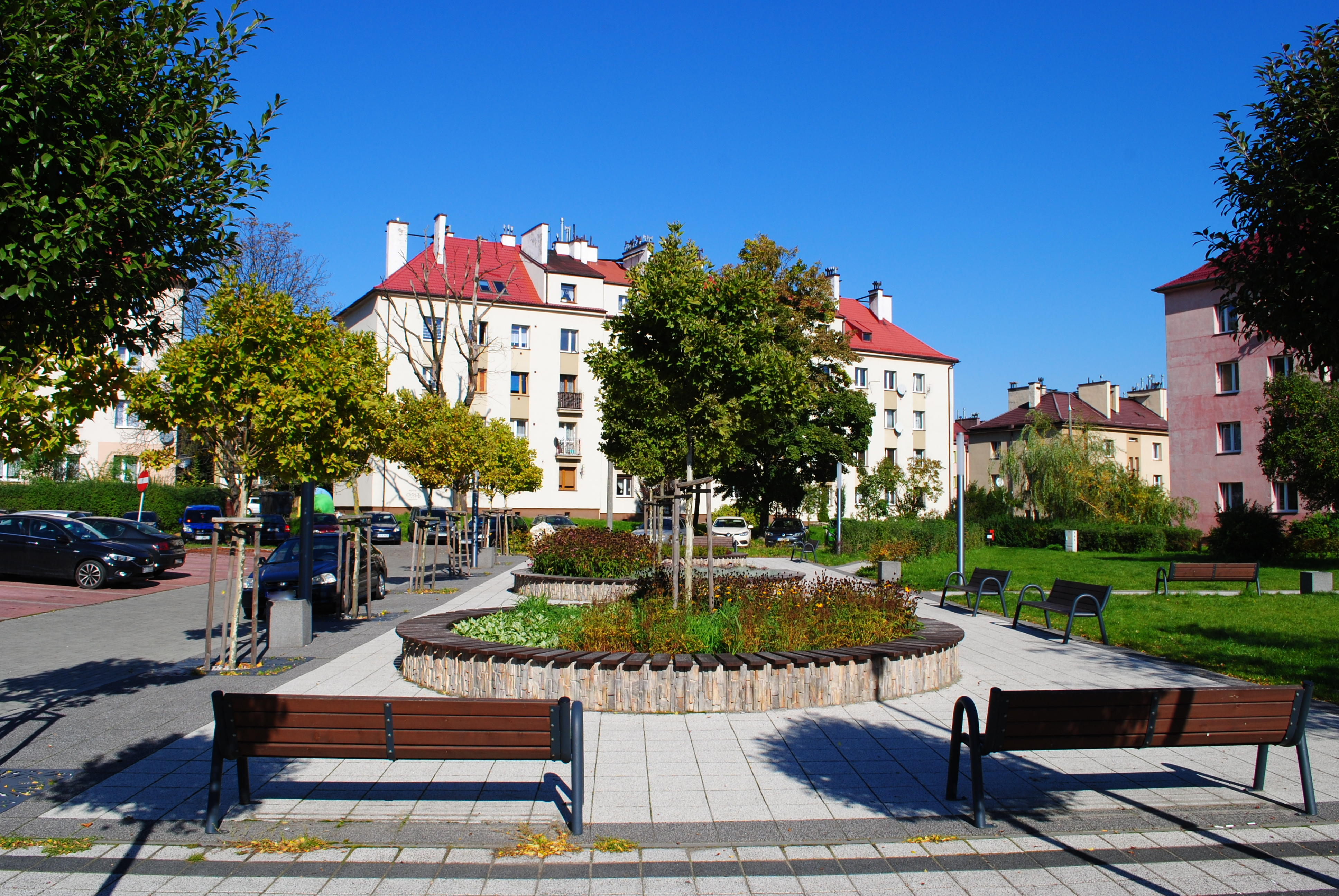
Fragment Starego Tuwima (Tuwim I), wybudowanego w latach 50. XX wieku (ul. Zielona)

Osiedle Tuwim I (Stary Tuwim) było pierwszym po II wojnie światowej większym osiedlem mieszkaniowym na terenie Siemianowic Śląskich i jednym z pierwszych tego typu na Górnym Śląsku, powstałym w latach 50. XX wieku na południowo-wschodnim stoku Kołocowej Górki, w rejonie gdzie dawniej znajdowała się jedna z pierwszych kopalń węgla kamiennego na terenie obecnych Siemianowic Śląskich – nadana w 1787 roku kopalnia „Glücks” („Szczęście”). Budowę osiedla rozpoczęto w 1952 roku, zaś w latach 60. XX wieku liczyło ono około 8 tysięcy mieszkańców.
W latach 1965–1967 na terenie Tuwima I powstał gmach Szkoły Podstawowej nr 20 im. Władysława Broniewskiego, uroczyście oddany do użytku 4 września 1967 roku. W trakcie inauguracji było obecnych wielu przedstawicieli władz i działacze, w tym ówczesny I Sekretarz KW PZPR w Katowicach Edward Gierek, płk. Jerzy Ziętek czy minister Henryk Jabłoński. W tym czasie naukę rozpoczęło 765 uczniów. Zakładem opiekuńczym szkoły była pobliska huta „Jedność”, wspierając placówkę finansowo, a także uczestnicząc w jej działalności. W roku szkolnym 1976/77, w powstałym w 1958 roku gmachu przy ulicy Leśnej 1, rozpoczęło działalność II Liceum Ogólnokształcące im. J. Matejki, które przeprowadziło się z położonemu na Hugo budynku przy ulicy J. Matejki 5.
Pierwszy budynek osiedla Tuwim II powstał w 1965 roku przy ulicy ks. J. Kapicy 5. W 1970–1972 roku powstały bloki przy ulicy Leśnej 7, 7a, 7b, 13 i 15 oraz dziesięciopiętrowe bloki przy ulicy Okrężnej. Dalsza rozbudowa osiedla Tuwim II nastąpiła w latach 1980–1982. Powstała wówczas większość bloków mieszkalnych przy ulicy H. Wróbla oraz wszystkie przy W. Korfantego. W latach 2010–2012 Siemianowicka Spółdzielnie Mieszkaniowa wybudowała cztery 5-kondygnacyjne budynki przy ulicy H. Wróbla: 15, 17, 19 i 21.

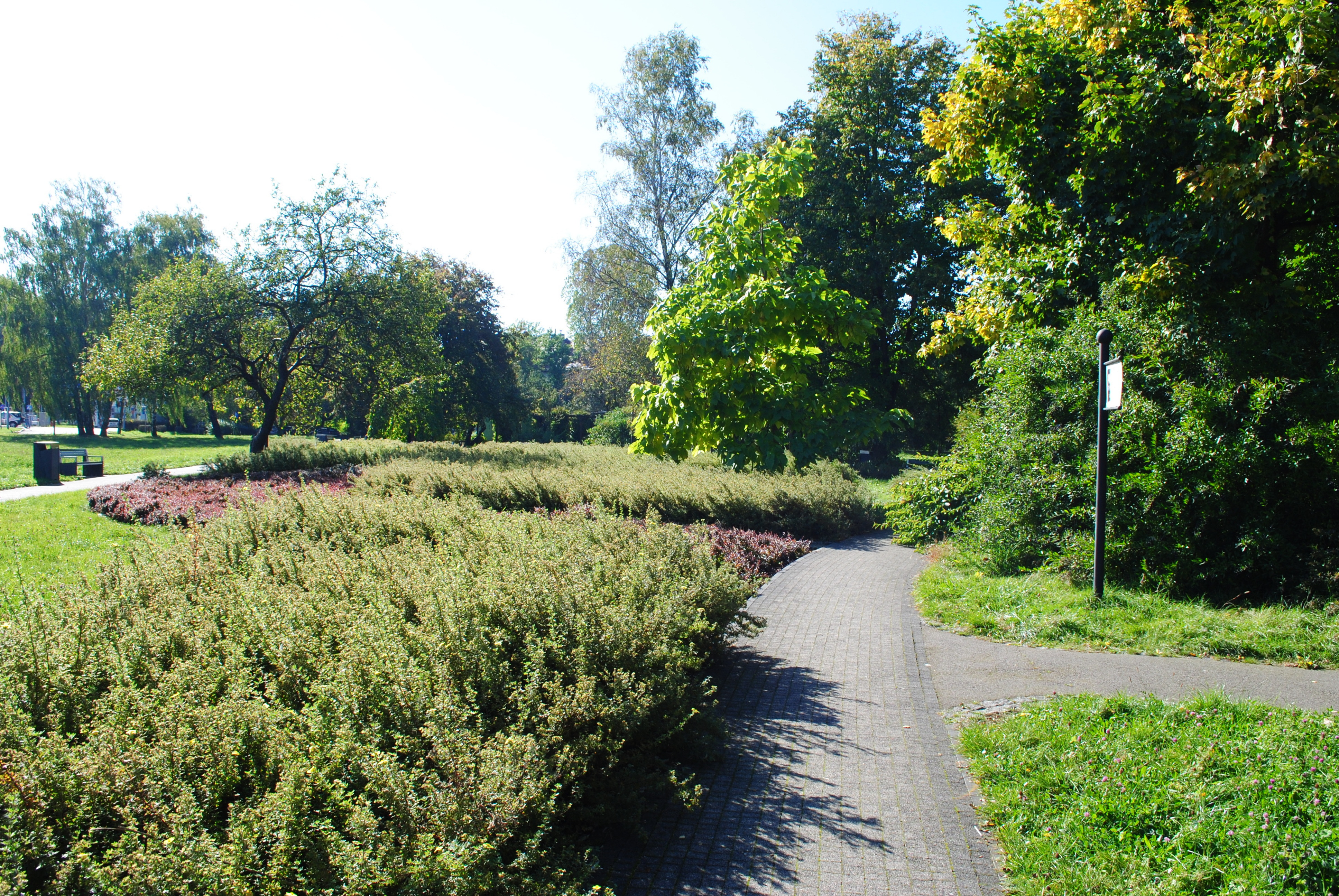
Skwer Antoniego Halora w rejonie ulicy Katowickiej

Od 2011 roku wykonano szereg prac rewitalizacyjnych na terenie Starego Tuwima. W latach 2011–2013 zmodernizowano nawierzchnię ulic: Grabowej i Lipowej, a także zagospodarowano skwer Antoniego Halora, natomiast dzięki działalności wspólnot mieszkaniowych zintensyfikowano prace nad termomodernizację budynków mieszkaniowych. Z okazji 60-lecia Siemianowickiej Spółdzielni Mieszkaniowej, w dniu 26 sierpnia 2017 roku na boisku przy ul. W. Korfantego 10 zorganizowano turniej piłki nożnej, w której wzięły udział reprezentację administracje poszczególnych osiedli na terenie Siemianowic Śląskich. W dniu 28 września 2018 roku przy SCK Jarzębina oddano do użytku skwer Jarzębinka. W ramach prac budowlanych powstały nowe elementy małej architektury, w tym ławki parkowe, leżaki, stoły do gry w szachy czy pergole z ławkami. Zrewitalizowano również tereny zielone, a także powstała nowa iluminacja.
W dniu 29 kwietnia 2019 roku w Siemianowicach Śląskich ruszyła sieć wypożyczalni rowerów miejskich – Siemianowicki Rower Miejski. Dwie ze stacji zostały otwarta w rejonie osiedla Tuwim. W dniu 12 października 2019 roku przy ulicy Akacjowej oddano do użytku nową przestrzeń rekreacyjną. W ramach prac powstało miejsce m.in. z elementami małej architektury i siłownią zewnętrzną, a także wykonano nowe chodniki, trawniki i oświetlenie. Koszt prac budowlanych wyniósł prawie 0,5 mln złotych.

## Charakterystyka

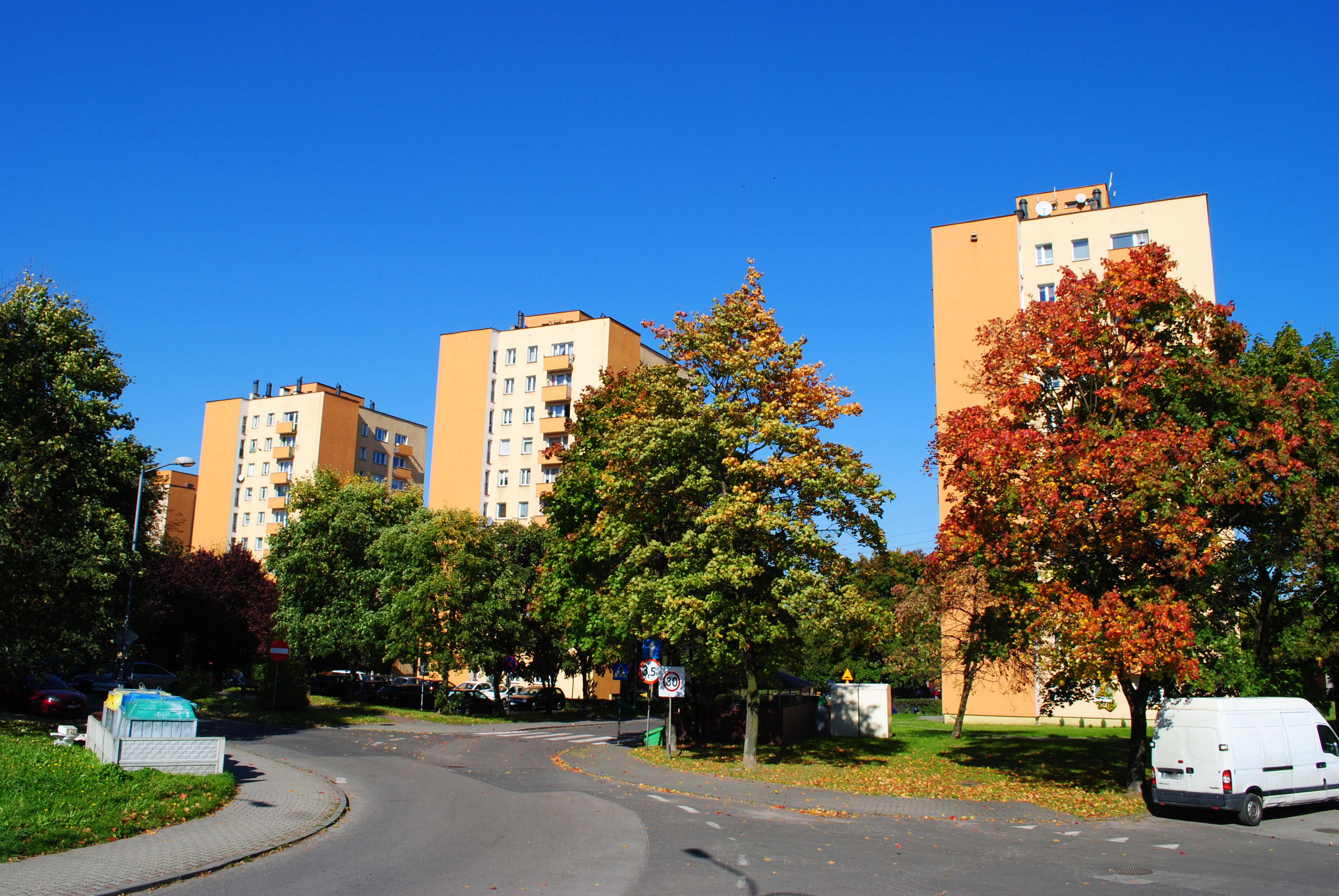
Bloki mieszkalne przy ulicy Okrężnej (Tuwim II)

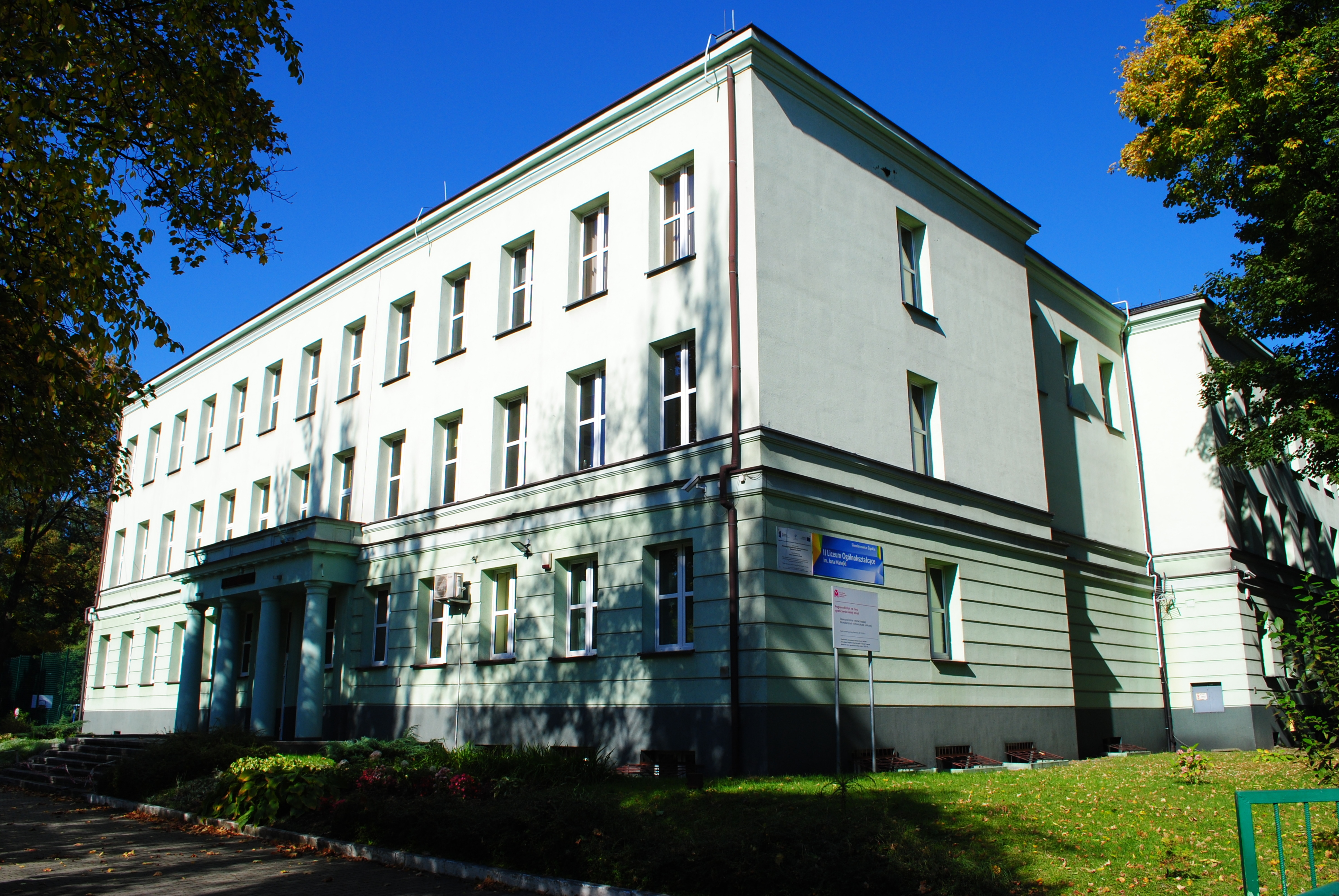
Siedziba II Liceum Ogólnokształcące im. Jana Matejki

Osiedle Tuwim I (Stary Tuwim) powstało w latach 50. XX wieku, na skraju Katowic i Siemianowic Śląskich, w sąsiedztwie Lasku Bytkowskiego. Stary Tuwim tworzą łącznie 53 budynki kryte dachem czterospadowym, natomiast w układzie urbanistycznym charakterystycznymi elementami są tarasy schodzące w kierunku wschodnim, kręte osiedlowe ulice, a także zielone pasaże. Architektonicznie i urbanistycznie porównywane jest ono do warszawskiego Mariensztatu. Na terenie tzw. Starego Tuwima powstało kilka przestrzeni rekreacyjnych dla mieszkańców, w tym przy ulicy Akacjowej. Zrewitalizowano też skwer Antoniego Halora, a także skwer przy SCK Jarzębina.
Osiedle Tuwim II (osiedle Tuwim bądź osiedle im. J. Tuwima) zarządzane jest przez Siemianowicką Spółdzielnię Mieszkaniową. Administracja osiedla mieści się przy ulicy W. Korfantego 9c. Składa się ono z 38 budynków posiadających od 4 do 11 kondygnacji. Mieści się w nich 1980 mieszkań, w których pod koniec 2019 roku mieszkało łącznie 4100 osób. Administracja osiedla Tuwim zarządzała wówczas 418 garażami o łącznej powierzchni około 6650 m².
Na terenie osiedla Młodych funkcjonują następujące placówki oświatowo-wychowawcze:
- Pozytywny Żłobek w Siemianowicach Śląskich (ul. H. Wróbla 12)[15],
- Przedszkole nr 9 w Siemianowicach Śląskich (ul. Okrężna 17)[16],
- Przedszkole nr 19 w Siemianowicach Śląskich (ul. Grabowa 2)[17],
- Przedszkole nr 20 Zielona Kraina w Siemianowicach Śląskich (ul. H. Wróbla 11)[18],
- Przedszkole Strefa Malucha (ul. H. Wróbla 14)[19],
- Szkoła Podstawowa nr 20 z Oddziałami Integracyjnymi im. Władysława Broniewskiego w Siemianowicach Śląskich (ul. Lipowa 3)[20],
- II Liceum Ogólnokształcące im. Jana Matejki w Siemianowicach Śląskich (ul. Leśna 1)[21].

Na Starym Tuwimie przy ulicy Wierzbowej 2 funkcjonuje Siemianowickie Centrum Kultury – Jarzębina. Organizuje ono szereg wydarzeń i imprez dla wszystkich grup wiekowych. Prowadzone są w nim m.in. sekcje skata, zajęcia plastyczne dla dzieci czy też spotkania klubu seniora „Barwy Jesieni” oraz Koła Tuwim Związku Górnośląskiego.
Do najważniejszych dróg przebiegających w rejonie Starego Tuwima należy ulica Katowicka, łącząca osiedle w kierunku północnym z centrum Siemianowic Śląskich, zaś w przeciwnym z Katowicami, gdzie łączy się z aleją W. Korfantego i ulicą Telewizyjną. Wewnątrz osiedla do ważniejszych dróg należą m.in. ulice: Lipowa i Grabowa. Nimi też kursują autobusy na zlecenie Zarządu Transportu Metropolitalnego (ZTM), zaś wzdłuż ulicy Katowickiej również tramwaj. W rejonie skrzyżowania ulic: Grabowej i Klonowej znajduje się przystanek autobusowy Osiedle Tuwima Grabowa, z którego według stanu z października 2021 roku odjeżdża 5 linii autobusowych. Na skraju osiedla, przy katowickim placu Alfreda, znajduje się przystanek tramwajowy Wełnowiec Plac Alfreda, z którego w tym samym okresie kursowały dwie linie tramwajowe w kierunku Śródmieścia Katowic przez Wełnowiec i Koszutkę, a linia nr 16 dalej w kierunku brynowskiego centrum przesiadkowego. Do głównych tras w rejonie Tuwima II należy ulica ks. J. Kapicy, łącząca z zachodniej strony Bytków, zaś po wschodniej stronie Laurahutę. Z przystanku Siemianowice Korfantego w październiku 2021 roku kursowało łącznie 5 linii autobusowych.
W sąsiedztwie osiedla Tuwim do 1999 roku kursowały również pociągi towarowe po wąskotorowej linii kolejowej, biegnącej w kierunku Rozbarku, a na linii tej kursowały też okresowo pociągi turystyczne. Przystanek Siemianowice Śląskie Wąskotorowe znajdował się w pobliżu ulicy Katowickiej. 
W rejonie osiedla Tuwim w 2021 roku działały dwie staje sieci rowerów miejskich, które były częścią Siemianowickiego Roweru Miejskiego: 6005 Plac Alfreda (w sąsiedztwie Lasku Bytkowskiego i katowickiego placu Alfreda) oraz 6010 Tuwim (przy ul. H. Wróbla).
Większość wiernych rzymskokatolickich mieszkających na terenie osiedla J. Tuwima przynależy do parafii św. Antoniego Padewskiego, zaś część mieszkańców Starego Tuwima (ulice: Kasztanowa, Leśna 2-6 i 3-7, Wierzbowa oraz Zielona 1-4) należy natomiast do mającej swoją siedzibę w sąsiednim Wełnowcu parafii Najświętszej Maryi Panny Wspomożenia Wiernych.